# F1 Race Stars
F1 Race Stars é um jogo eletrônico de corrida baseado na Temporada de Fórmula 1 de 2012, desenvolvido pela Codemasters Birmingham e publicado pela Codemasters, que tem os direitos de publicação de qualquer jogo relacionado com a marca Fórmula 1 no mundo dos games.

## O Jogo
Trata-se de um jogo com jogabilidade arcade, onde os pilotos de Formula 1 foram cartunizados.
O jogo foi lançado em 2012 para PlayStation 3, Windows e Xbox 360.
Uma versão para Wii U também foi lançada em 2014 e se chamava F1 Race Stars: Powered Up Edition. Apesar de ter sido lançada em 2014, essa versão ainda era baseada na temporada de 2012. A versão foi lançada exclusivamente no eShop (loja digital da Nintendo) por 30 dólares e além das 11 pistas originais, também já vinha com as 4 pistas de DLC.

### Pilotos e Equipes
| Equipe                        | Habilidade Especial                                                                     | Pilotos            |
| ----------------------------- | --------------------------------------------------------------------------------------- | ------------------ |
| Red Bull Racing               | Impulso no vácuo                                                                        | Sebastian Vettel   |
| Red Bull Racing               | Impulso no vácuo                                                                        | Mark Webber        |
| Vodafone McLaren Mercedes     | Aperte o "X" para Mudar o tiro especial                                                 | Jenson Button      |
| Vodafone McLaren Mercedes     | Aperte o "X" para Mudar o tiro especial                                                 | Lewis Hamilton     |
| Scuderia Ferrari              | Bolha teleguiada para trás                                                              | Fernando Alonso    |
| Scuderia Ferrari              | Bolha teleguiada para trás                                                              | Felipe Massa       |
| Mercedes AMG Petronas F1 Team | Soltar Bolha Azul Tripla                                                                | Michael Schumacher |
| Mercedes AMG Petronas F1 Team | Soltar Bolha Azul Tripla                                                                | Nico Rosberg       |
| Lotus F1 Team                 | Soltar Bolha Amarela (Ricocheteadora) Tripla                                            | Kimi Räikkönen     |
| Lotus F1 Team                 | Soltar Bolha Amarela (Ricocheteadora) Tripla                                            | Romain Grosjean    |
| Sahara Force India F1 Team    | Sua Bolha de Pulso Inteligente irá alertá-lo quando um oponente estiver próximo.        | Paul di Resta      |
| Sahara Force India F1 Team    | Sua Bolha de Pulso Inteligente irá alertá-lo quando um oponente estiver próximo.        | Nico Hülkenberg    |
| Sauber F1 Team                | Mira da Bolha Amarela Aprimorada                                                        | Kamui Kobayashi    |
| Sauber F1 Team                | Mira da Bolha Amarela Aprimorada                                                        | Sergio Perez       |
| Scuderia Toro Rosso           | Três Bolhas Teleguiadas                                                                 | Daniel Ricciardo   |
| Scuderia Toro Rosso           | Três Bolhas Teleguiadas                                                                 | Jean-Éric Vergne   |
| Williams F1 Team              | Impulso Fantasma                                                                        | Pastor Maldonado   |
| Williams F1 Team              | Impulso Fantasma                                                                        | Bruno Senna        |
| Caterham F1 Team              | Transforme a sua Bolha de Armadilha em uma ameaça tripla.                               | Heikki Kovalainen  |
| Caterham F1 Team              | Transforme a sua Bolha de Armadilha em uma ameaça tripla.                               | Vitaly Petrov      |
| HRT F1 Team                   | Dê uma supercarga em seu impulso KERS para dar 5 arrancadas.                            | Pedro de la Rosa   |
| HRT F1 Team                   | Dê uma supercarga em seu impulso KERS para dar 5 arrancadas.                            | Narain Karthikeyan |
| Marussia F1 Team              | Aproveite seus saltos e receba uma supercarga ao realizar um impulso de salto.          | Timo Glock         |
| Marussia F1 Team              | Aproveite seus saltos e receba uma supercarga ao realizar um impulso de salto.          | Charles Pic        |
| TecNova-Star*                 | Receba um bônus de item especial aleatório de uma das outras equipes.                   | Ruby Power*-*      |
| TecNova-Star*                 | Receba um bônus de item especial aleatório de uma das outras equipes.                   | Jessica Chekker*-* |
| Satsu-Aceler*                 | Habilidade Off-Road - Fora da pista? Não se preocupe! Continue acelerando sem problemas | Josh Merit*-*      |
| Satsu-Aceler*                 | Habilidade Off-Road - Fora da pista? Não se preocupe! Continue acelerando sem problemas | Kira Hoshihara*-*  |

Legenda: *=Equipes ficticias / *-*=Pilotos fictícios

### Pistas
As pistas não são as originais da F-1. Elas foram retrabalhadas, com inclusões de castelos, loopings e todo tipo de artifício que lembre o país-sede da prova. Algumas partes caracteristicas das pistas não foram modificadas, e estão presentes no jogo (como a famosa curva Eau Rouge, da pista da Bélgica, e o S do Senna na pista do Brasil).
São 11 circuitos, mais 4 DLC, totalizando 15 circuitos. Assim, da temporada de 2012, apenas "Sepang International Circuit", "Bahrain International Circuit", "Circuit de Catalunya", "Hungaroring" e "Korea International Circuit" não foram incluídas no jogo.